# Homadaula
Homadaula is een geslacht van vlinders uit de familie van de Galacticidae. Dit geslacht is voor het eerst wetenschappelijk beschreven door Oswald Bertram Lower in een publicatie uit 1899.

## Soorten
- Homadaula albida Mey, 2004
- Homadaula anisocentra Meyrick, 1922
- Homadaula calamitosa (Meyrick, 1930)
- Homadaula caradjae (Walsingham, 1911)
- Homadaula coscinopa Lower, 1900
- Homadaula dispertita Meyrick, 1922
- Homadaula inornata (Walsingham, 1900)
- Homadaula lasiochroa Lower, 1899
- Homadaula maritima Mey, 2007
- Homadaula montana Mey, 2007
- Homadaula myriospila Meyrick, 1907
- Homadaula poliodes Meyrick, 1907
- Homadaula punctigera (Rebel, 1910)
- Homadaula ravula Mey, 2004
- Homadaula schaeuffelei (Amsel, 1959)
- Homadaula submontana Mey, 2007
- Homadaula variinotella (Chrétien, 1915)
- Homadaula watamomaritima Mey, 2007
- Homadaula wieseri Mey, 2011